# Okręg wyborczy East Clare
Okręg wyborczy od brytyjskiej Izby Gmin East Clare został utworzony w 1885, po podziale dawnego okręgu Clare. Obejmował wschodnią część hrabstwa Clare. Do parlamentu westminsterskiego wysyłał jednego deputowanego. Po uznaniu przez Wielką Brytanię niepodległości Irlandii w 1922 r. okręg został zniesiony.

## Reprezentanci okręgu East Clare w brytyjskiej Izbie Gmin
- 1885–1892: Joseph Richard Cox (Irlandzka Partia Parlamentarna)
- 1892–1917: Willie Redmond (Irlandzka Partia Parlamentarna)
- 1917–1922: Éamon de Valera (Sinn Féin)

## Wyniki wyborów w okręgu East Clare

### Wybory uzupełniające10 lipca1917
Wybory zostały rozpisane po śmierci Williego Redmonda. Oddanych głosów: 7 045
- wyniki wyborów:
  - Éamon de Valera, Sinn Féin, 5 010 głosów (71,11%)
  - Patrick Lynch, Irlandzka Partia Parlamentarna, 2 035 głosów (28,89%)

Wybory uzupełniające 1917 były jednymi wyborami przeprowadzonymi w tym okręgu wyborczym. 